# Totem (album de Lamomali)
Pour les articles homonymes, voir Totem.
Albums de Lamomali
Lamomali
(2017)
Singles
1. Je suis Mali
Sortie : 11 février 2025
2. Totem
Sortie : 19 mars 2025

Totem est le deuxième album du groupe Lamomali, créé à l'initiative de -M-, sorti le 25 avril 2025.

## Description
Ce deuxième album, dont le nom est un hommage spirituel à la kora, à Toumani Diabaté et aux disparus, est décrit comme un hommage à Toumani Diabaté, ancien membre du groupe Lamomali, décédé en 2024 durant l'enregistrement de l'album. Son fils Balla Diabaté, intègre le groupe par la suite.
Le premier single de l'album, Je suis Mali, sort en février 2025.
Le 19 mars 2025, le groupe annonce la date de sortie, la pochette et la tracklist de l’album.

## Écriture et réalisation de l'album
Cet opus reçoit la participation de Yamê, Amadou & Mariam, Oxmo Puccino, Philippe Jaroussky, Boombass, Tiken Jah Fakoly, Seu Jorge, Ibrahim Maalouf, Fixi, Angélique Kidjo et Patrick Watson.
La chanson Bel Ami est particulièrement dédiée à Toumani Diabaté.
La chanson Ad Vitam est dédiée à Philippe Zdar (Cassius), mixeur du premier album décédé en 2019. 
Amadou Bagayoko, du duo Amadou et Mariam ayant également participé à cet album, décède quelques jours avant la sortie de l'album.
M souhaite célébrer ces artistes disparus d'une manière spirituelle, positive et solaire avec Lamomali qui célèbre la vie.

## Liste des titres
| Totem | Totem                                                                        | Totem           | Totem                                             | Totem | Totem | Totem | Totem | Totem | Totem |
| No    | Titre                                                                        | Paroles         | Musique                                           | Durée |       |       |       |       |       |
| ----- | ---------------------------------------------------------------------------- | --------------- | ------------------------------------------------- | ----- | ----- | ----- | ----- | ----- | ----- |
| 1.    | Ama Kora                                                                     | Matthieu Chedid | Matthieu Chedid, Fatoumata Diawara, Balla Diabate | 2:31  |       |       |       |       |       |
| 2.    | Je suis Mali                                                                 | Chedid, Diawara | Chedid, Diawara, Toumani Diabate                  | 2:49  |       |       |       |       |       |
| 3.    | Totem (featuring Yamê)                                                       | Chedid, Yamê    | Chedid, Alexandre Grynszpan, Yamê                 | 3:00  |       |       |       |       |       |
| 4.    | Bel Ami                                                                      | Chedid          | Chedid, Diawara                                   | 3:48  |       |       |       |       |       |
| 5.    | Il neige à Bamako                                                            |                 |                                                   | 3:13  |       |       |       |       |       |
| 6.    | Je t'aime (featuring Oxmo Puccino & Amadou et Mariam)                        |                 |                                                   | 3:21  |       |       |       |       |       |
| 7.    | Ad Vitam (featuring Philippe Jaroussky & Boombass)                           |                 |                                                   | 4:04  |       |       |       |       |       |
| 8.    | Moussow                                                                      |                 |                                                   | 3:37  |       |       |       |       |       |
| 9.    | Nidibou (featuring Tiken Jah Fakoly)                                         |                 |                                                   | 2:34  |       |       |       |       |       |
| 10.   | Le peuple qui danse (featuring Seu Jorge, Angélique Kidjo & Ibrahim Maalouf) |                 |                                                   | 4:07  |       |       |       |       |       |
| 11.   | Tour d'Ivoire (featuring Oxmo Puccino)                                       |                 |                                                   | 3:41  |       |       |       |       |       |
| 12.   | Secret Garden (featuring Patrick Watson)                                     |                 |                                                   | 4:11  |       |       |       |       |       |
| 40:56 |                                                                              |                 |                                                   |       |       |       |       |       |       |